# Unionismo (Bélgica)

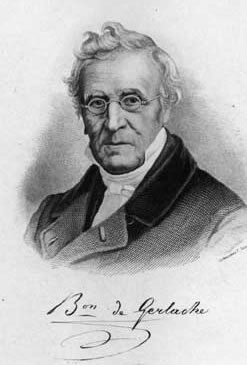
Retrato de Etienne de Gerlache (1785-1871)

En la política de Bélgica, Unionismo o Unión de oposición (en francés, unión des oppositions) fue un movimiento político que existió desde la década de 1820 a 1846.

## Historia
Como movimiento, el Unionismo belga existe en el entorno de la Revolución belga de 1830, y abogaba por la unión de católicos y liberales en contra de las políticas de Guillermo I de los Países Bajos. El lema de la nueva nación, L'union fait la fuerza (La unión hace la fuerza), se refería en principio a esta unión, y no a la unión de las diferentes comunidades lingüísticas del país.
Los liberales eran al inicio muy favorables a la política laica de Guillermo I (despotismo ilustrado) pero fueron cambiando su posición, dando menos importancia a la lucha contra la influencia de la iglesia y cada vez más a las libertades políticas, que Guillermo I obstinadamente se negaba a conceder. Aquellos que seguían esta nueva tendencia eran conocidos como "liberales radicales", en contraposición a la "liberales volterianos" (voltairiens libéraux) que apoyaron el régimen absolutista ilustrado y dieron lugar al Orangismo belga.
Esta evolución permitió a los liberales radicales llegar a un acuerdo con los católicos, que estaban dispuestos a cambio a hacer ciertas concesiones en cuanto a la libertad de prensa y de religión. Desde 1825, Étienne de Gerlache llevó a cabo un intento fallido de acuerdo y reconciliación. A finales de 1827, en Lieja, el periódico católico Le Courrier de la Meuse y el liberal Mathieu Laensbergh, iniciaron un acercamiento. la unión se concluyó definitivamente el 8 de noviembre de 1828, cuando el periódico liberal bruselense Le Courrier des Pays-Bas se unió a esta postura en un artículo de Louis de Potter.
En los años posteriores a la Revolución belga, y después de la exclusión de los demócratas radicales y los republicanos (incluyendo a De Potter), la política unionista se impuso como una necesidad para seguir avanzando tras en la independencia del país. Los primeros gobiernos belgas fueron por tanto "unionistas", es decir, provenientes de la alianza de la nobleza conservadora con elementos moderados de la clase media liberal en ascenso. Esta fórmula permitió consolidar las estructuras del nuevo estado, crear instituciones políticas y judiciales estables y promover la firma de acuerdos sobre centralización, el papel de provincias y ciudades en el nuevo estado o la educación primaria.
En todo caso, el desacuerdo entre católicos y liberales fue creciendo, acerca de cuestiones como el papel del clero en la sociedad civil o la asunción, por parte del Estado, de la responsabilidad en la educación y el bienestar público. El punto de ruptura del acuerdo puede señalarse en varias fechas: una sería la firma por parte de Guillermo I del Tratado de los XXIV artículos en 1839. El unionismo terminó finalmente con la fundación de la Partido Liberal en 1846 y el primer gobierno sostenido por dicho partido al año siguiente. El partido católico fue creándose gradualmente en respuesta y Bélgica fue gobernada por ejecutivos monocolores de uno u otro de esos dos partidos hasta que el crecimiento del socialismo belga le llevó al poder tras la institución del sufragio universal en 1948.

## Unionistas belgas
- Joseph Lebeau
- Pierre de Decker
- Louis De Potter
- Étienne de Sauvage
- Félix de Muelenaere
- Étienne de Gerlache
- Goswin de Stassart
- Barthélémy de Theux de Meylandt
- Paul Devaux
- Jean-Baptiste Nothomb
- Leopoldo I de Bélgica